# NGC 6367
NGC 6367 في الفهرس العام الجديد، هي مجرة، تقع في كوكبة الجاثي. اكتشفت في 5 يوليو 1880 بواسطة إدوارد ستيفان.

## روابط خارجية
- NGC 6367 على موقع ويكي سكاي: DSS2, SDSS, GALEX, IRAS, Hydrogen α, X-Ray, Astrophoto, Sky Map, Articles and images